# Luuk Bartelds
Lucas Johan (Luuk) Bartelds (Assen, 3 november 1932 – Ter Apel, 1 maart 2016) was een Nederlandse politicus. Hij was lid van de PvdA.

## Leven en werk
Bartelds was een zoon van Roelof Bartelds en Gepkea Alida Viëtor. Hij studeerde sociologie en was na zijn afstuderen werkzaam bij het provinciaal opbouworgaan ten behoeve van de streekontwikkeling in Westerwolde. In 1970 werd hij gekozen tot lid van Provinciale Staten van Groningen. In 1974 volgde zijn verkiezing tot gedeputeerde van deze provincie. Hij hield zich als gedeputeerde vooral bezig met waterstaatsaangelegenheden en de reconstructie van de Veenkoloniën. Hij was vier jaar gedeputeerde tot 1978 en werd na deze periode weer lid van Provinciale Staten. In 1987 werd hij benoemd tot waarnemend burgemeester van Nieuwe Pekela, in afwachting van de vorming van de nieuwe gemeente Pekela, waarbij Oude Pekela en Nieuwe Pekela werden samengevoegd. Deze fusie vond per 1 januari 1990 plaats. Op dat moment eindigde zijn waarnemerschap.
Bartelds was in de periode 1967 tot 1974 ook de eerste secretaris van de Stichting Vesting Bourtange; hij was drager van de Gouden Ster van de stichting Vesting Bourtange. Hij was getrouwd met journaliste Toos Boshuizen. In 1991 werd hij benoemd tot Officier in de Orde van Oranje-Nassau.
Bartelds overleed in maart 2016 op 83-jarige leeftijd in zijn woonplaats Ter Apel.